# Too Much Love Will Kill You
"Too Much Love Will Kill You" é um single do cantor Brian May, lançado em 1992, música integrante de seu álbum Back to the Light, escrita por May com Frank Musker e Elizabeth Lamers.
A canção foi gravada pelo Queen em meados de 1988, e inicialmente estava destinada ao álbum The Miracle, de 1989, mas foi removida do repertório. Depois da morte de Freddie Mercury, May produziu uma versão solo, que foi tocada no The Freddie Mercury Tribute Concert em 1992, e, posteriormente, incluída em seu álbum solo. Foi lançada como single, e alcançou a quinta posição no UK Singles Chart.
Em 1995, os integrantes do Queen escolhem a gravação original de "Too Much Love Will Kill You", com Mercury nos vocais, para o álbum Made in Heaven, lançado quatro anos após a morte do cantor. Diferentemente da versão de May, a do Queen é uma power balada característica do período final dos anos 1980 em que foi gravada, com uso pesado de teclados e guitarra.

## Ficha técnica
Versão original
- Brian May - vocais, sintetizadores, piano

Versão do Queen
- Freddie Mercury - vocais
- Brian May - guitarra elétrica e piano
- Roger Taylor - bateria
- John Deacon - baixo
- David Richards - teclado